# نووو سلو (سوکوبانگا)
نووو سلو (به صربی: Novo Selo) یک منطقهٔ مسکونی در صربستان است که در سوکوبانگا واقع شده‌است. نووو سلو ۵۶ نفر جمعیت دارد.